# شورش سالارالدوله
شورش سالارالدوله شورشی علیه دولت قاجار در دهه ۱۹۱۰ میلادی بود. که در سال ۱۹۱۱ شروع شد. این شورش به رهبری سالارالدوله، برادر شاه سابق محمد علی شاه قاجار انجام شد. تا ۱۷ ژوئیه (۲۵ تیر ۱۲۹۰)، او سنندج را اشغال کرده بود. سالارالدوله تلاش کرد از کرمانشاه به تهران پیش برود، اما شکست خورد. پس از تشکیل کابینه جدید ایران در ۲۶ ژوئیه ۱۹۱۱ (۳ مرداد ۱۲۹۰)، دولت ایران نیروهای بختیاری را علیه سالارالدوله در غرب ایران مستقر کرد. حمله بختیاری‌ها با غارت گسترده همراه شد. سرانجام این شورش در سال ۱۹۱۳ فروکش کرد.